# John Williams (Politiker, 1807)

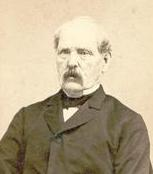
John Williams

John Williams (* 7. Januar 1807 in Utica, New York; † 26. März 1875 in Rochester, New York) war ein US-amerikanischer Politiker. Zwischen 1855 und 1857 vertrat er den Bundesstaat New York im US-Repräsentantenhaus.

## Werdegang
John Williams verbrachte seine Kindheit und Jugend in Sackets Harbor und besuchte dort auch die öffentlichen Schulen. Im Jahr 1824 zog er nach Rochester, wo er im Handel arbeitete. Außerdem stellte er als Müller Mehl her. Gleichzeitig schlug er als Mitglied der Demokratischen Partei eine politische Laufbahn ein. Im Jahr 1844 saß er im Stadtrat von Rochester; 1853 war er dort auch Bürgermeister. Er gehörte auch der Nationalgarde seines Staates an und nahm sowohl am Mexikanisch-Amerikanischen Krieg als auch am Bürgerkrieg teil. Bis zu seinem Tod blieb er in der Nationalgarde und erreichte dort den Rang eines Generalmajors.
Bei den Kongresswahlen des Jahres 1854 wurde Williams im 29. Wahlbezirk von New York in das US-Repräsentantenhaus in Washington, D.C. gewählt, wo er am 4. März 1855 die Nachfolge von Davis Carpenter antrat. Bis zum 3. März 1857 konnte er eine Legislaturperiode im Kongress absolvieren. Diese war von den Ereignissen im Vorfeld des Bürgerkrieges geprägt. Nach dem Ende seiner Zeit im US-Repräsentantenhaus arbeitete Williams bis 1870 erneut als Müller. Von 1871 bis zu seinem Tod war er Stadtkämmerer in Rochester. Dort ist er am 26. März 1875 auch verstorben.